# Campionati mondiali di orientamento 2017
I 34. Campionati mondiali di orientamento (WOC) si sono svolti dal 30 giugno al 7 luglio in Estonia ad Otepää.
È stata la prima volta per l'Estonia ad ospitare un'edizione dei campionati mondiali di orientamento.
Le gare in programma sono state:
- sprint M/F
- middle M/F
- long M/F
- staffetta M/F
- staffetta mista
| Data  | Gara            | Luogo         |
| ----- | --------------- | ------------- |
| 30.6. | Sprint Q        | Tartu         |
| 1.7.  | Sprint F        | Tartu         |
| 2.7.  | Staffetta mista | Viljandi      |
| 4.7.  | Long            | Rõuge         |
| 6.7.  | Middle          | Elva-Vitipalu |
| 7.7.  | Staffetta       | Elva-Vitipalu |

I risultati sono stati i seguenti:
| Gara   | Sesso | Oro               | Nazione   | Argento              | Nazione | Bronzo             | Nazione |
| ------ | ----- | ----------------- | --------- | -------------------- | ------- | ------------------ | ------- |
| Sprint | M     | Daniele Hubmann   | Svizzera  | Frederic Tranchand   | Francia | Jerker Lysell      | Svezia  |
| Sprint | F     | Maja Almova       | Danimarca | Natalina Gemperleova | Russia  | Galina Vinogradova | Russia  |
| Middle | M     | Thierry Gueorgiou | Francia   |                      |         |                    |         |